# Ерлінг Відкунсон
Ерлінг Відкунссон (*Erling Vidkunsson, 1293 —1355) — великий юстиціарій у 1319-1327 роках та регент Норвегії у 1327-1332 роках.

## Життєпис

### Молоді роки
Походив з аристократичної родини Північної Норвегії. Син Відкуна Ерлінгссона, члена Державної (королівської) ради, і Гирід Андерсдоттір, що була нащадком Інге I, короля Швеції. Родина матері також була впливовою у Східній Норвегії.
Народився в родинному місті Б'яркьой у 1293 році. Після смерті батька у 1302 році отримав титул пана Б'яркьой, а також Галогаланд поблизу Тромсе. У 1313 році став володарем області Гіске після смерті стрийка Б'ярне Ерлінгссона. Завдяки шлюбу з дротсом Гоконсоном, розширив володіння.
За короля Гокона V у 1316 році стає лицарем та членом Державної ради. Зрештою стає найбільшим землевласником Норвегії. У 1319 році підтримав його нука[прояснити] Магнуса Фолькунга як короля Норвегії. Регенткою при цьому стала Інгеборга Гоконсдоттір Норвезька, а Ерлінг Відкунссон став верховним юстиціарієм, зосередивши фактичну владу над королівством.

### На чолі королівства
У 1323 році очолив опозицію владі регентці, оскільки та витрачала значні кошти на невдалу війну з Данією. Разом з іншими членами регентської ради домігся обмеження влади Інгеборги Норвезької. Того ж року став очільником державної ради.
У 1323 році стикнувся з наступом Новгородської республіки на півночі Кольського півострова. Спроби Ерлінг отримати допомогу від Швеції не мала успіху. Зрештою після тривалих боїв регент у 1326 році уклав мирний договір з Новгородом.
У 1327 році Інгеборгу позбавлено посади регентки. Новим регентом Норвегії став Ерлінг Відкунссон. Втім Ерлінг зберігав свої позиції в Державній раді. В цей час вступив в конфлікт з католицькою церквою, чиї привілеї Ерлінг Відкунссон намагався обмежити. Особливо гостро склалися відносини з Аудфінном Сігурдссоном, архієпископом Бергену.
У 1330 році задля зміцнення своїх позицій уклав союз з Ганзою, надавши німецьким містам привілеї в Бергені. Водночас було налагоджено постійну торгівлю з Ісландією.

### Відставка
Свою посаду зберігав до 1332 року, коли відбулася коронація Магнуса IV. Після втрати посади регента та голови Державної ради Ерлінг стикнувся з намаганням короля Магнуса діяти самостійно. У 1333 році Ерлінг Відкунссон повстав проти короля, чим зумів зберегти усі свої земельні володіння, але вимушений був відмовитися від будь-якої влади, залишившись лише членом Державної ради. В цей період він займався збільшенням статків від маєтків та торговельних операцій з Ісландією.

### Вдруге при владі
У 1343 році королем оголошено сина Магнуса IV — Гокона. З огляду на молодий вік останнього Ерлінг Відкунссон очолив державну раду вдруге й продовжував зберігати фактичну владу над королівством. у 1349—1350 роках здійснив паломництво до Риму. По дорозі додому Ерлінга було захоплено англійцями. Повернувся завдяки втручанню норвезького єпископату. Помер у 1355 році.

## Родина
Дружина — Елін Торресдоттір, донька дротса Торе Гоконссона
Діти:
- Б'ярне (д/н-до 1355)
- Інгеборга, дружина Сігурда Гавторессона
- гирід, дружина Ейліва Ейлівсона
- Г'єртруд, дружина Отте Ромер